# Liste der Monuments historiques in Vatry
Die Liste der Monuments historiques in Vatry führt die Monuments historiques in der französischen Gemeinde Vatry auf.

## Liste der Objekte
| Bezeichnung                                            | Beschreibung                                      | Standort                        | Kennzeichnung | Schutzstatus | Datum | Bild |
| ------------------------------------------------------ | ------------------------------------------------- | ------------------------------- | ------------- | ------------ | ----- | ---- |
| Skulptur einer Frau mit Haube                          | Holz, farbig gefasst, 16. Jahrhundert             | in der Kirche St-Laurent (Lage) | PM51003719    | Inscrit      | 2017  |      |
| Skulptur Sitzende Madonna mit Kind                     | Stein, 14. Jahrhundert                            | in der Kirche St-Laurent (Lage) | PM51001125    | Classé       | 1012  |      |
| Zwei Skulpturen: Stehende Madonna mit Kind und ein Abt | Holz, 16. Jahrhundert; die Madonna 1973 gestohlen | in der Kirche St-Laurent (Lage) | PM51001126    | Classé       | 1912  |      |